# Бабенко Сергій Миколайович
Сергі́й Микола́йович Бабе́нко (14.02.1976, Миколаїв, Миколаївська область — 18.12.2023, с. Роботине) — український військовослужбовець, учасник російсько-української війни.

## Життєпис
Народився 14 лютого 1976 року в с. Калинівка Миколаївської області. Дід Сергія був ветераном Великої Вітчизняної війни. Виховувався на патріотичних сімейних традиціях. Навчався в Калинівській загальноосвітній школі I—III ступенів. Сергій любив читати художню літературу, був зачарований солов'їною українською мовою, тому й обрав професію вчителя української мови та літератури. Був завжди щирий, товариський, відповідальний, готовий у будь-яку хвилину прийти на допомогу.
У 1993—1998 рр. навчався в Тернопільському національному педагогічному університеті ім. В. Гнатюка за спеціальністю «Українська мова та література, зарубіжна література»
Працював педагогом-організатором у рідній школі, згодом до початку повномасштабної війни — у торговельній сфері, в якій стрімко рухався кар'єрними сходами.

## Російсько-українська війна
Сергій за званням був молодшим сержантом. Виконував складні бойові завдання на Запорізькому напрямку Мала Токмачка — Вербове — Новопрокопівка — Роботине. Загинув 18 грудня 2023 року під час виконання чергового бойового завдання в с. Роботине внаслідок ведення стрілецького бою з ворогом.

## Переконання
Був переконаний, що цю жорстоку війну з росіянами не можна передавати дітям. Її потрібно виграти і назавжди відкинути ворога з української землі. Сергій був патріотом, прикладом справжнього чоловіка — мужнього, безстрашного, вмотивованого. «Який я приклад покажу своїм синам?! Я повинен воювати, захищати свою сім'ю, Україну, виборювати для нас свободу і світле майбутнє», — був упевнений Сергій Бабенко.

## Нагороди
- «Ветеран війни — учасник бойових дій»
- Звання «Почесний громадянин Заводської громади»
- Орден «Полеглого воїна» — за особисті мужність і героїзм, виявлені в бою.